# Maranzana
Maranzana (piemontiul: Maransan-a) település Olaszországban, Piemont régióban, Asti megyében. Lakosainak száma 228 fő (2023. január 1.). Maranzana Alice Bel Colle, Cassine, Mombaruzzo és Ricaldone községekkel határos.

## Népesség
A település lakossága az elmúlt években az alábbi módon változott:
| Lakosok száma | 268  | 257  | 228  |
|               | 2017 | 2018 | 2023 |